# Стипендія Вальтера Бенджаміна
Програма Вальтера Бенджаміна Німецького дослідницького фонду спрямована на те, щоб надати науковцям на етапі кваліфікації після отримання докторського ступеня можливість самостійно реалізувати власний дослідницький проєкт в обраному ними місці. Щоб забезпечити мобільність, фінансування зазвичай передбачає зміну закладу. Абітурієнт(к)и можуть вибрати дослідницьку установу, в якій вони хотіли б працювати в майбутньому: у Німеччині чи за кордоном. Також можливе поєднання перебування за кордоном і етапу в Німеччині.
Фінансування за кордоном здійснюється у формі гранту в розмірі 1750 € на місяць плюс доплата за матеріальні витрати 250 €, плюс іноземна доплата, компенсація купівельної спроможності та, якщо потрібно, допомога на дитину, розмір якої залежить від країни призначення. Суму можна визначити за допомогою калькулятора субсидії. У 2021 році загальна сума на неодружену особу, що перебуває в США, становила близько 3500 € і у Франції близько €3000 на місяць. У Німеччині фінансування здійснюється за позицією E13-E14 TvöD/TV-L.
Головний комітет DFG ухвалив рішення про створення стипендії в грудні 2018 року та була створена в липні 2019 року. Стипендія Вальтера Бенджаміна об'єднує функції фінансування, які раніше частково покривалися дослідницьким грантом DFG, який увійшов до неї. Він доповнює існуючі інструменти фінансування для дослідників(-ць), які працюють на постдокторських позиціях, такі як стипендія Еммі Нетер і стипендія Гейзенберга DFG.
Стипендія названа на честь філософа та культуролога Вальтера Беньяміна (1892—1940).